# Gessica Généus
Gessica Généus (ur. 9 września 1953 w Port-au-Prince) – haitańska aktorka, piosenkarka, reżyserka i scenarzystka filmowa.
Pracę w branży filmowej rozpoczęła jako 17-latka rolą w filmie Barikad (2001) Richarda Sénécala. Później odnosiła sukcesy również jako reżyserka. Po nagradzanym dokumencie Wstanie dzień (2017) zrealizowała swój pełnometrażowy debiut fabularny pt. Freda (2021). Film miał premierę w ramach sekcji „Un Certain Regard” na 74. MFF w Cannes, a później reprezentował Haiti w wyścigu do Oscara dla najlepszego filmu nieanglojęzycznego, ale ostatecznie nie zdobył nominacji.